# یواس‌اس بریجیت (دی‌ئی-۱۰۲۴)
یواس‌اس بریجیت (دی‌ئی-۱۰۲۴) (به انگلیسی: USS Bridget (DE-1024)) یک کشتی بود که طول آن ۳۱۴ فوت ۶ اینچ (۹۵٫۸۶ متر) بود. این کشتی در سال ۱۹۵۶ ساخته شد.